# Ololygon
Ololygon – rodzaj płazów bezogonowych z podrodziny Hylinae w obrębie rodziny rzekotkowatych (Hylidae).

## Zasięg występowania
Rodzaj obejmuje gatunki występujące w atlantyckim lasie przybrzeżnym wschodniej Brazylii, rozciągając się na południe do północno-wschodniej Argentyny i na zachód do lasów galeriowych w brazylijskim Cerrado.

## Systematyka

### Etymologia
Ololygon (Ololigon): gr. ολολυγων ololugōn, ολολυγονος ololugonos „małe rechoczące lub skrzeczące stworzenie” wspomniane przez Teokryta i Aratosa, od ολολυζω ololuzō „głośno płakać”.

### Podział systematyczny
Do rodzaju należą następujące gatunki:

- Ololygon agilis (Cruz & Peixoto, 1983)
- Ololygon albicans (Bokermann, 1967)
- Ololygon alcatraz (Lutz, 1973)
- Ololygon angrensis (Lutz, 1973)
- Ololygon arduoa (Peixoto, 2002)
- Ololygon argyreornata (Miranda-Ribeiro, 1926)
- Ololygon ariadne (Bokermann, 1967)
- Ololygon aromothyella (Faivovich, 2005)
- Ololygon atrata (Peixoto, 1989)
- Ololygon belloni (Faivovich, Gasparini & Haddad, 2010)
- Ololygon berthae (Barrio, 1962)
- Ololygon brieni (De Witte, 1930)
- Ololygon caissara (Lourenço, Zina, Catroli, Kasahara, Faivovich & Haddad, 2016)
- Ololygon canastrensis (Cardoso & Haddad, 1982)
- Ololygon cardosoi Carvalho-e-Silva & Peixoto, 1991
- Ololygon carnevallii Caramaschi & Kisteumacher, 1989
- Ololygon catharinae (Boulenger, 1888)
- Ololygon centralis (Pombal & Bastos, 1996)
- Ololygon cosenzai (Lacerda, Peixoto & Feio, 2012)
- Ololygon faivovichi (Brasileiro, Oyamaguchi & Haddad, 2007)
- Ololygon feioi (Lourenço, Lacerda, Cruz, Nascimento & Pombal, 2020)
- Ololygon flavoguttata (Lutz & Lutz, 1939)
- Ololygon garibaldiae (Lourenço, Lingnau, Haddad & Faivovich, 2019)
- Ololygon goya Andrade, Santos, Rocha, Pombal & Vaz-Silva, 2018
- Ololygon heyeri Peixoto & Weygoldt, 1986
- Ololygon hiemalis (Haddad & Pombal, 1987)
- Ololygon humilis (Lutz & Lutz, 1954)
- Ololygon insperata (Silva & Alves-Silva, 2011)
- Ololygon jureia (Pombal & Gordo, 1991)
- Ololygon kautskyi Carvalho-e-Silva & Peixoto, 1991
- Ololygon littoralis (Pombal & Gordo, 1991)
- Ololygon littorea Peixoto, 1988
- Ololygon longilinea (Lutz, 1968)
- Ololygon luizotavioi Caramaschi & Kisteumacher, 1989
- Ololygon machadoi (Bokermann & Sazima, 1973)
- Ololygon melanodactyla (Lourenço, Luna & Pombal, 2014)
- Ololygon melloi Peixoto, 1989
- Ololygon muriciensis (Cruz, Nunes & Lima, 2011)
- Ololygon obtriangulata (Lutz, 1973)
- Ololygon peixotoi (Brasileiro, Haddad, Sawaya & Martins, 2007)
- Ololygon perpusilla (Lutz & Lutz, 1939)
- Ololygon pixinguinha (Lacerda, Ferreira, Araujo-Vieira, Zocca & Lourenço, 2021)
- Ololygon pombali (Lourenço, Carvalho, Baêta, Pezzuti & Leite, 2013)
- Ololygon ranki (Andrade & Cardoso, 1987)
- Ololygon rizibilis (Bokermann, 1964)
- Ololygon skaios (Pombal, Carvalho, Canelas & Bastos, 2010)
- Ololygon skuki (Lima, Cruz & Azevedo, 2011)
- Ololygon strigilata (Spix, 1824)
- Ololygon trapicheiroi (Lutz & Lutz, 1954)
- Ololygon tripui (Lourenço, Nascimento & Pires, 2010)
- Ololygon tupinamba (Silva & Alves-Silva, 2008)
- Ololygon v-signata (Lutz, 1968)